# Infinitum Nihil
La Infinitum Nihil è una casa di produzione cinematografica fondata da Johnny Depp nel 2004.
Johnny Depp ricopre la carica di amministratore delegato, mentre sua sorella Christie Dembrowki ricopre la carica di presidente. Il direttore dello sviluppo è Sam Sarkar, un ex attore molto amico di Depp.
Il primo film realizzato, uscito nel 2011 nelle sale cinematografiche statunitensi è The Rum Diary - Cronache di una passione. Il film è basato sul romanzo omonimo di Hunter S. Thompson (edito in Italia con il titolo Cronache del Rum). Depp interpreta il ruolo del giornalista Paul Kemp in una sceneggiatura diretta e adattata da Bruce Robinson.
L'11 maggio 2012 è uscito nelle sale, invece, un altro film prodotto dalla Infinitum Nihil con Depp come protagonista e Tim Burton alla regia: Dark Shadows.

## Filmografia
- The Rum Diary - Cronache di una passione (The Rum Diary) (2011)
- Hugo Cabret (2011)
- Dark Shadows (2012)
- The Lone Ranger (2013)
- Mortdecai (2015)
- Black Mass - L'ultimo gangster (Black Mass) (2015)
- City of Lies - L'ora della verità (City of Lies) (2018)
- Minamata (2020)
- Jeanne Du Barry- La favorita del re (2023)